# Comuna Trosteaneț, Velîka Mîhailivka
Trosteaneț (în ucraineană Тростянець) este o comună în raionul Velîka Mîhailivka, regiunea Odesa, Ucraina, formată din satele Kistelnîțea, Maloploske, Novoantonivka, Orel, Pokrovka, Prîvillea și Trosteaneț (reședința).

## Demografie
Componența lingvistică a comunei Trosteaneț
     Rusă (70,29%)
     Ucraineană (27,29%)
     Română (2,14%)
Conform recensământului din 2001, majoritatea populației comunei Trosteaneț era vorbitoare de rusă (70,29%), existând în minoritate și vorbitori de ucraineană (27,29%) și română (2,14%).